# Cusae
Cusae (aussi Kusai, (grec ancien : κουσαι)) est le nom grec d'une ville de Haute-Égypte, située sur la rive ouest du Nil, connue des Égyptiens comme Qis (Ḳis). Aujourd'hui, la ville s'appelle el-Qusiya (arabe : القوصية) et est rattachée au gouvernorat d'Assiout.
| A38 | O49 |

| A38 | O49 |

| A38 | O49 |

| A38 | O49 |

| A39 | S29 | Z4 · O49 |

| A39 | S29 | Z4 · O49 |

| A39 | S29 | Z4 · O49 |

| A39 | S29 | Z4 · O49 |

| N29 | M17 | S29 | O49 |

| N29 | M17 | S29 | O49 |

| N29 | M17 | S29 | O49 |

| N29 | M17 | S29 | O49 |